# Frankie King
Frankie Alexander King (Baxley, Estados Unidos, 6 de junio de 1972) es un exjugador de baloncesto estadounidense. Con 1.85 de estatura, jugaba en la posición de base.

## Equipos
- High School. Appling County (Baxley, Georgia).
- 1991-93 NCJAA. Brunswick College.
- 1993-95 Western Carolina University.
- 1995-96  Memphis Fire. Juega siete partidos.
- 1995-96 Los Angeles Lakers.
- 1996-97 CB Granada.
- 1996-97 Philadelphia Sixers.
- 1997-98 Panionios BC.
- 1998-99 PAOK Salónica.
- 1999-00 Alba Berlín.
- 2000-01 Paris Basket Racing
- 2001-02 Aris Salónica BC.
- 2002-03 BCM Gravelines.
- 2003-04 Gary Steelheads
- 2004 Galatasaray SK
- 2004 Toros de Aragua
- 2004-06 AEL Limassol
- 2006 Ironi Ramat Gan
- 2006-07 APOEL Nicosia